# Хобро
Хобро (дат. Hobro) — старый торговый и железнодорожный город в регионе Северная Ютландия и на полуострове Ютландия в северной Дании.
Численность населения города 11736 (на 1 января 2014). Город расположен на холмистых землях в устье Мариагер-Фьорда близ старой крепости викингов Фиркат. Это центр муниципалитета Мариагер-фьорд. До 1 января 2007 город был коммуной в округе Северная Ютландия, занимая площадь 166 квадратных километров, населенную 15318 жителями (2005). Последним мэром был Йорген Понтоппидан, член Либеральной партии. Коммуна Хобро перестала существовать в связи с административной реформой 2007 года. Она была объединена с коммунами Арден, Хадзунд и Мариагер, сформировав новую коммуну Мариагер-фьорд с площадью 769 кв. километров и численностью населения 43049 (2005). Новая коммуна входит в регион Северная Ютландия.

## Спорт
В Хобро базируется одноимённый футбольный клуб. В ряде сезонов играл в датской суперлиге.

## Транспорт

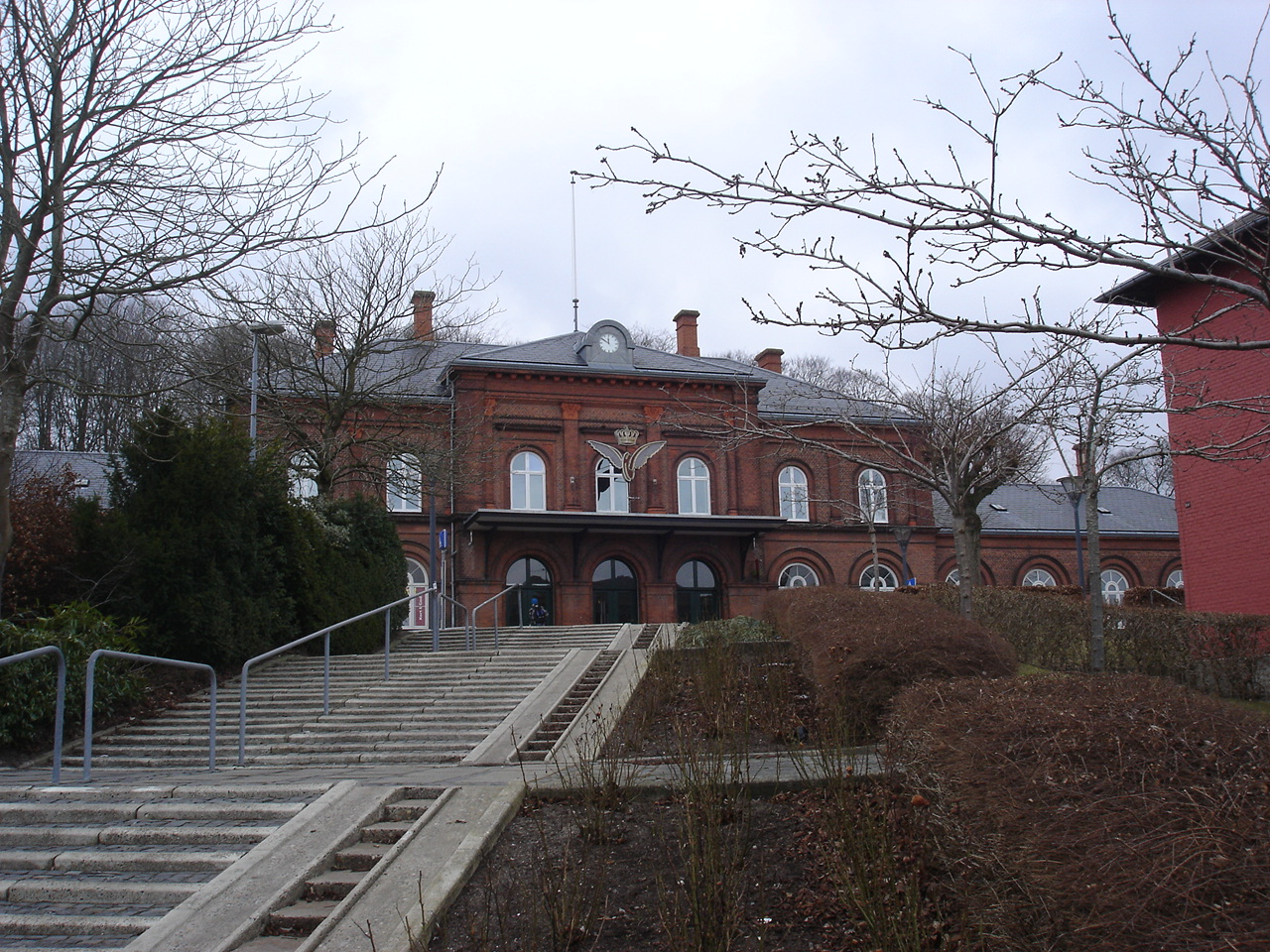
Фасад главного здания железнодорожной станции Хобро.

В Хобро расположена железнодорожная станция Хобро. Она расположена на железнодорожной линии Раннерс-Ольборг и предоставляет прямое сообщение с Копенгагеном и Фредериксхавном и местное сообщение с Орхусом и Ольборгом.

## Известные люди, родившиеся в Хобро
- Ингеборга Брамс (1921—1989), датская киноактриса и театральная актриса.